# Musée du Piano de Limoux

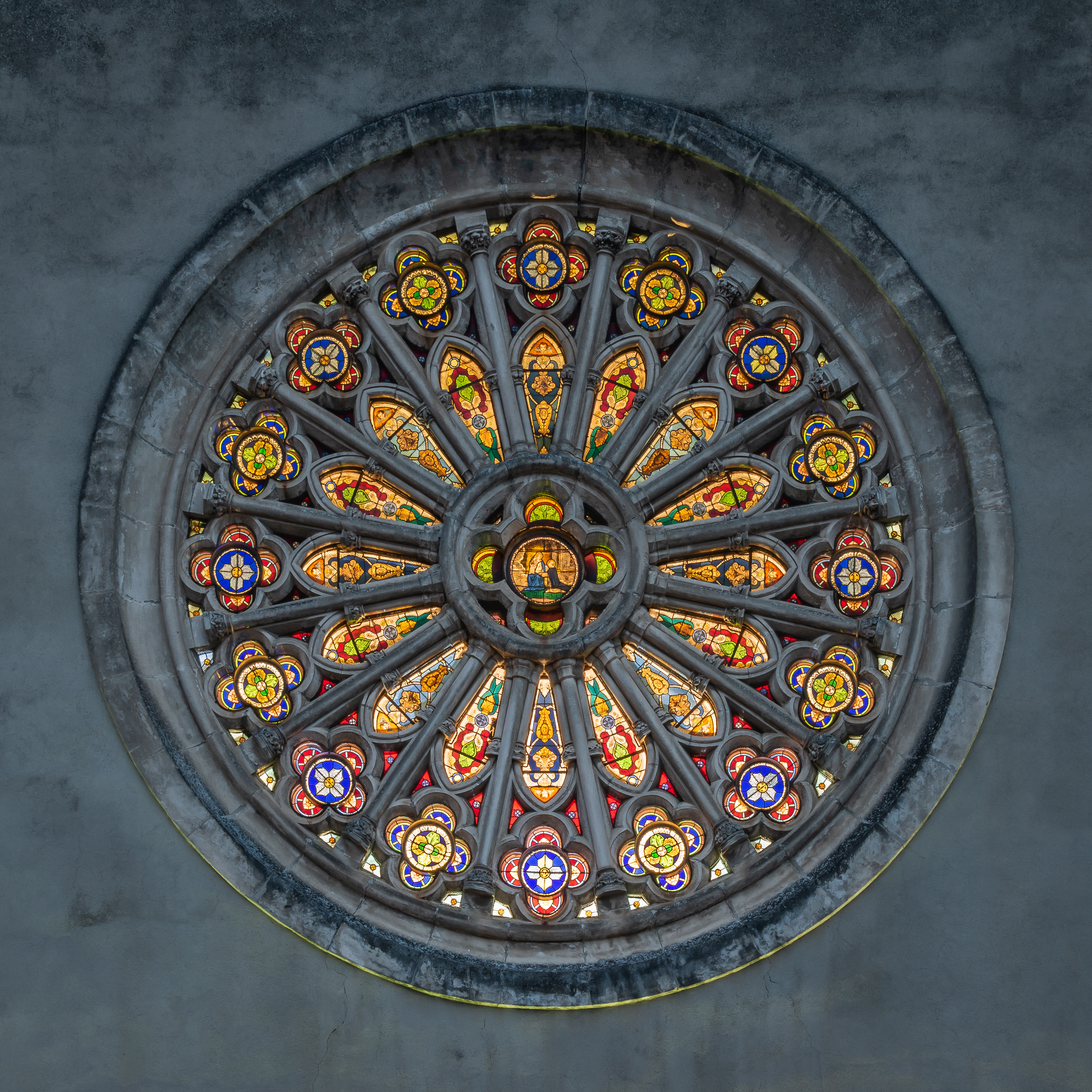
La rosace du musée du piano - et surtout de l'ancienne église - de Limoux. Avril 2022.

Le musée du Piano de Limoux est doté d'une collection de pianos remarquable par la qualité et l'intérêt des cent pièces exposées.
Ce musée, inauguré en 2002, rassemble une centaine d'instruments datant du XVIIIe siècle à nos jours. La collection est exposée dans l'église Saint-Jacques qui faisait partie du couvent des Dominicains fondé au XIVe siècle sur la rive droite de la ville. En dix ans, Jean-Jacques Trinques, facteur et accordeur de pianos à Foix, a rassemblé et restauré des pianos issus de dons de particuliers ou de professionnels, membres de l'Afarp-Europiano France (Association française des facteurs et accordeurs de pianos).

## Le rôle de l'Afarp-Europiano France
Dès la création de l'Afarp au Mans en 1964, cette association a eu pour projet de réunir, conserver puis exposer de manière permanente une collection de pianos témoignant du savoir-faire de la profession. De grandes villes de l'hexagone, sollicitées pour accueillir les pianos, n'ont pas donné suite à cette idée. Au début des années 2000, le fils d'un accordeur de piano de Carcassonne, met en relation les membres de l'Afarp et le maire de Limoux, Jean-Paul Dupré qui décide d'installer le futur musée dans l'église Saint-Jacques.

## Le piano
Aux côtés des plus célèbres, Gaveau, Pleyel, Érard ou Steinway, on trouve des facteurs comme Jean-Henri Pape, Cramer ou Elcé. Certains pianos exposés sont rares et n'ont été édités qu'à très peu d'exemplaires (le Gabriel Peyel, par exemple).
La collection de pianos de Limoux propose une découverte de cette histoire à la fois technique et sociale. Les outils de l'accordeur sont également exposés grâce au don fait par Henri Daraud.

## L'auditorium
Depuis 2009, le musée du piano de Limoux est prolongé par un auditorium de 170 places installé dans le chœur de l'église et placé sous la responsabilité de François Khoury. Il programme chaque année, pendant la période estivale, une dizaine de concerts. S'y produisent : Edna Stern, François Chaplin, Katia Krivokochenko, François Gassion sur le piano à queue Steinway (1920). Au mois de juillet, deux concerts du Festival de Radio France et Montpellier Languedoc Roussillon s'y déroulent.

## Galerie

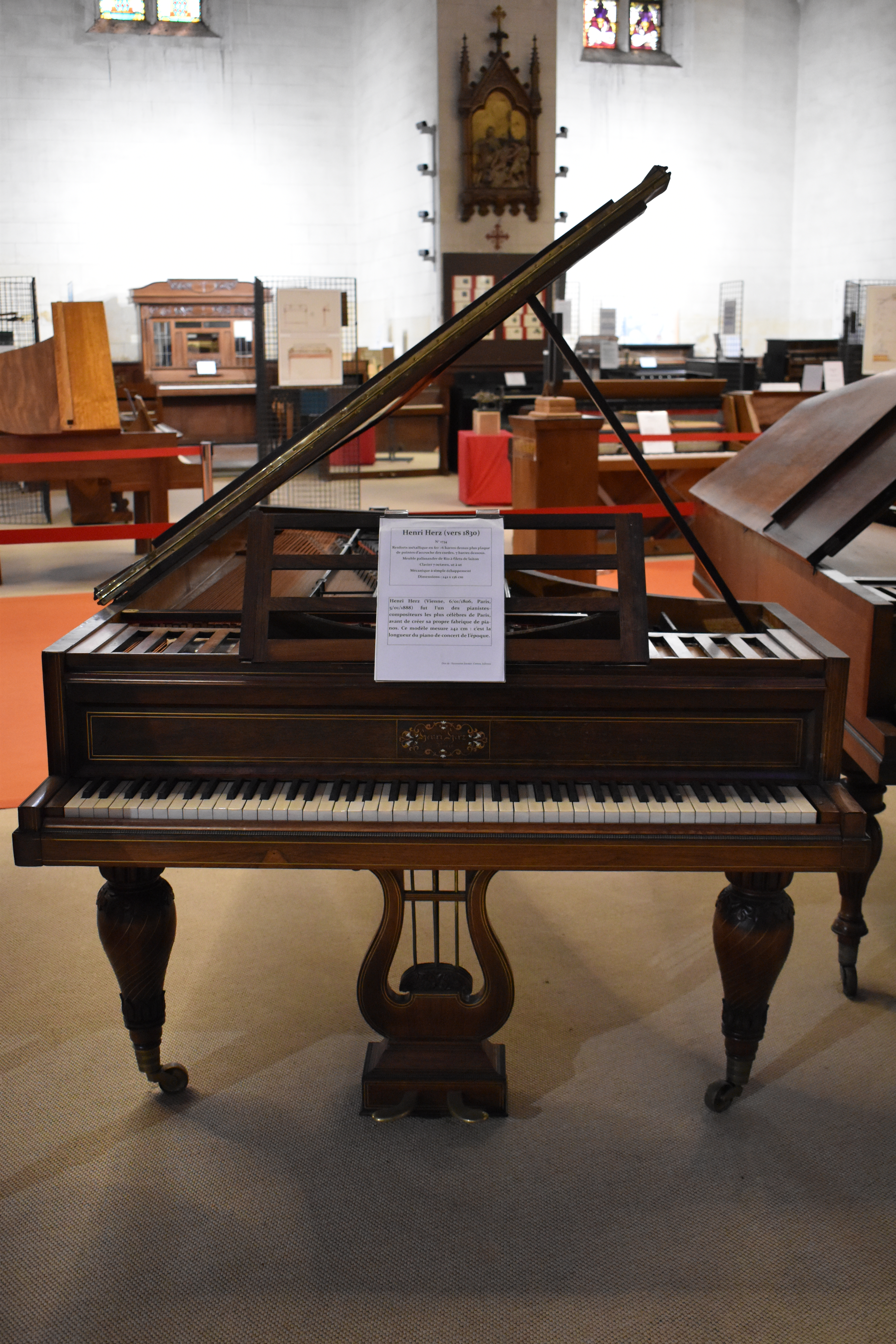
Piano Henri Herz, vers 1830.
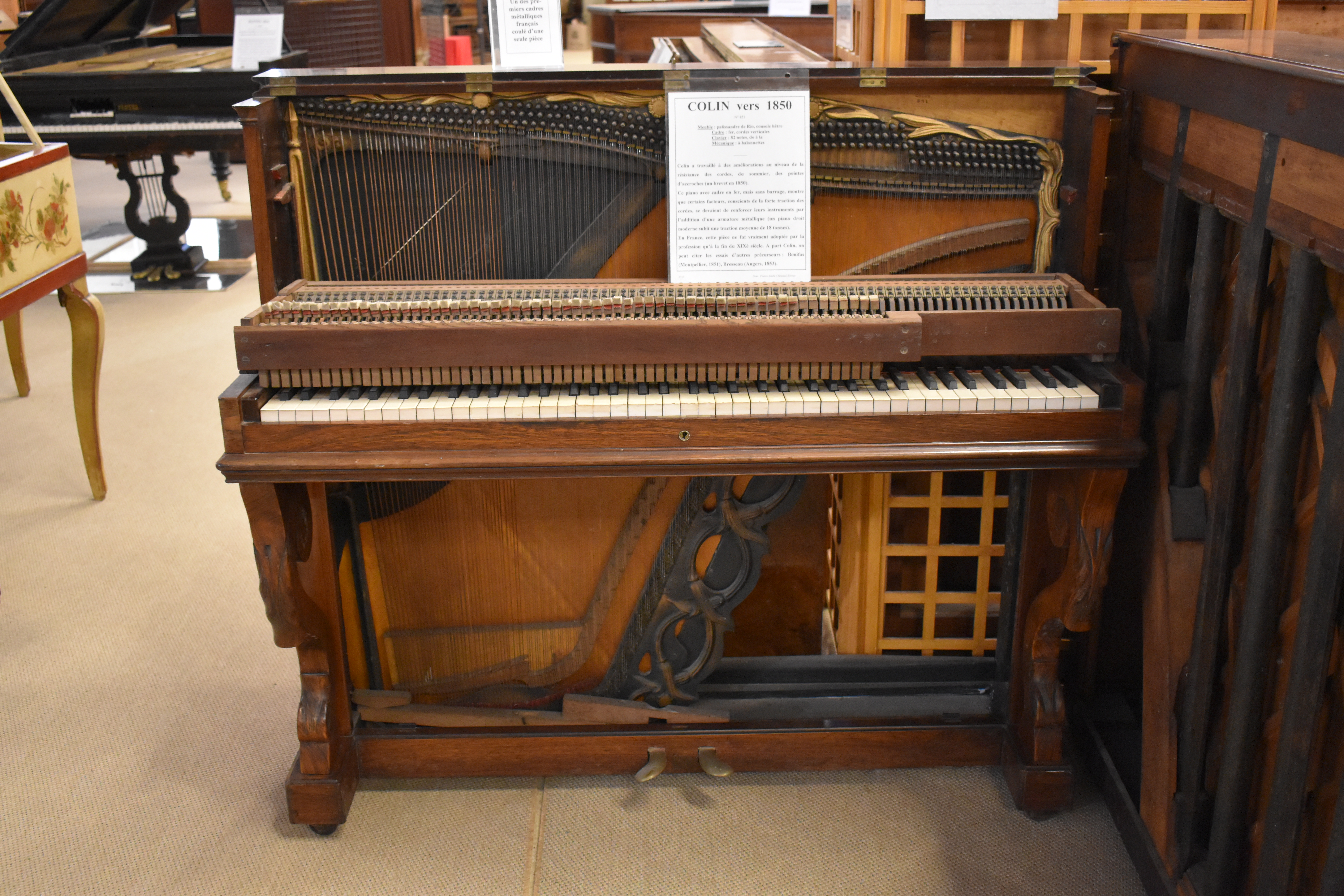
Piano Colin, vers 1850.
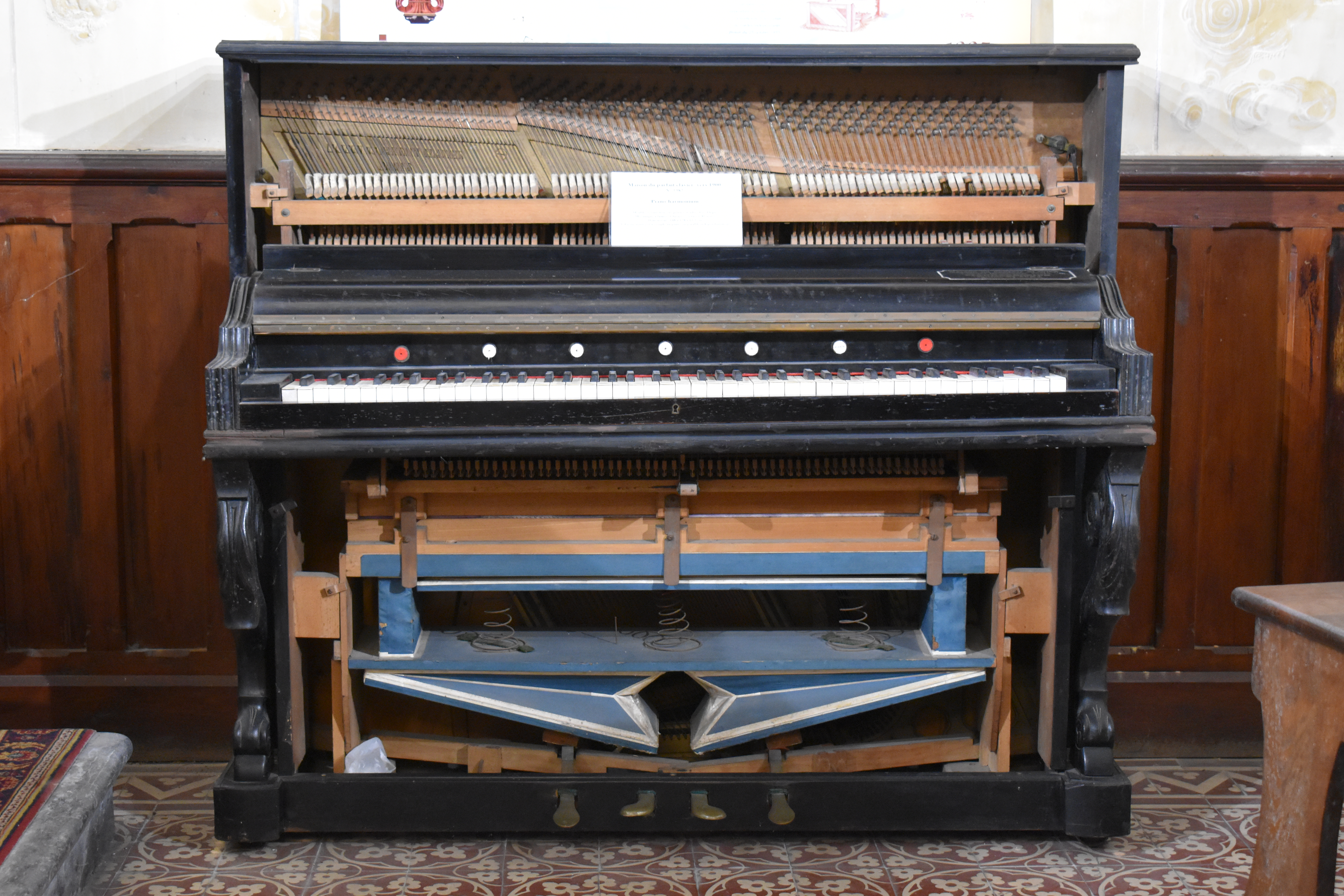
Piano harmonium vers 1900.
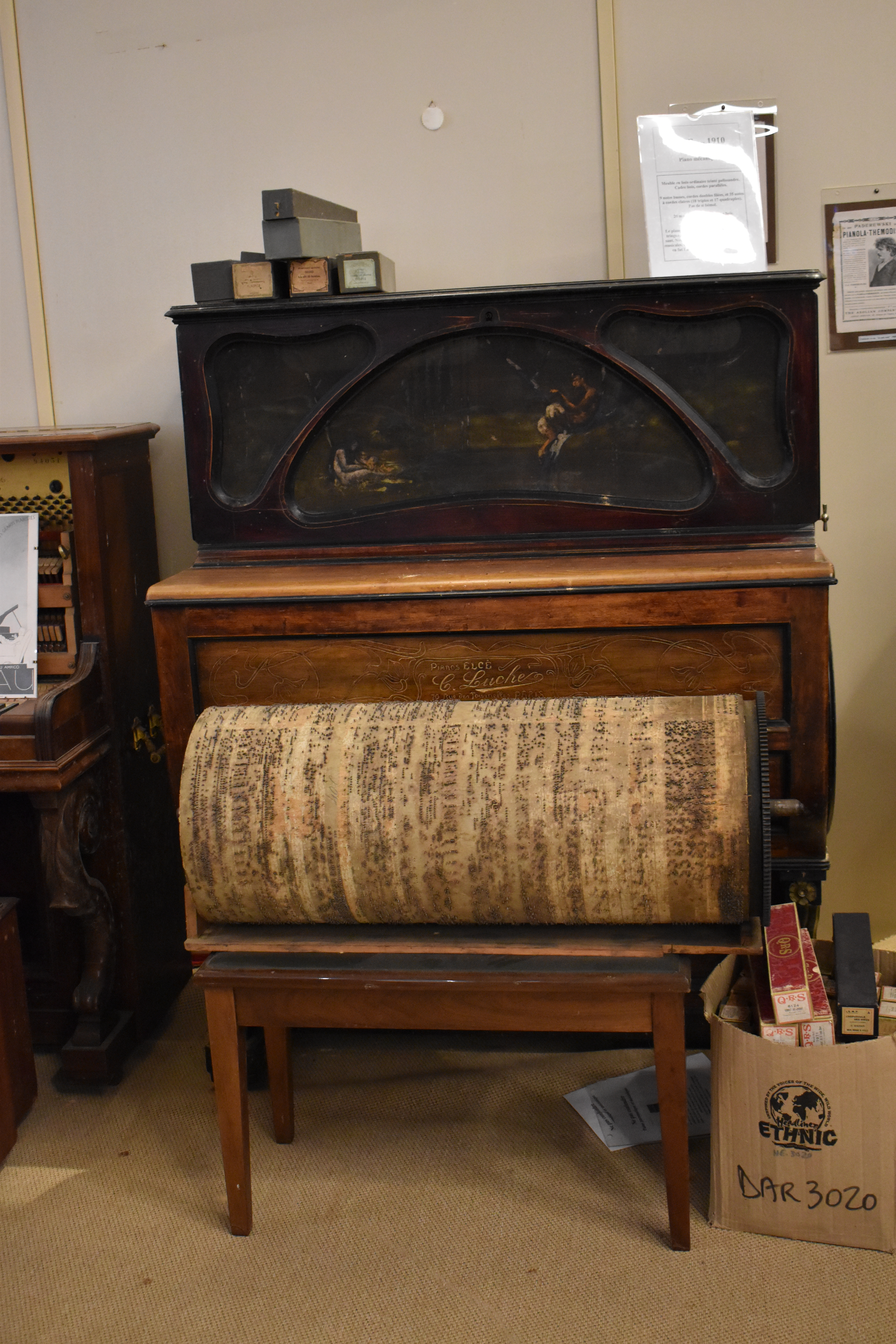
Piano mécanique Elce, vers 1910.
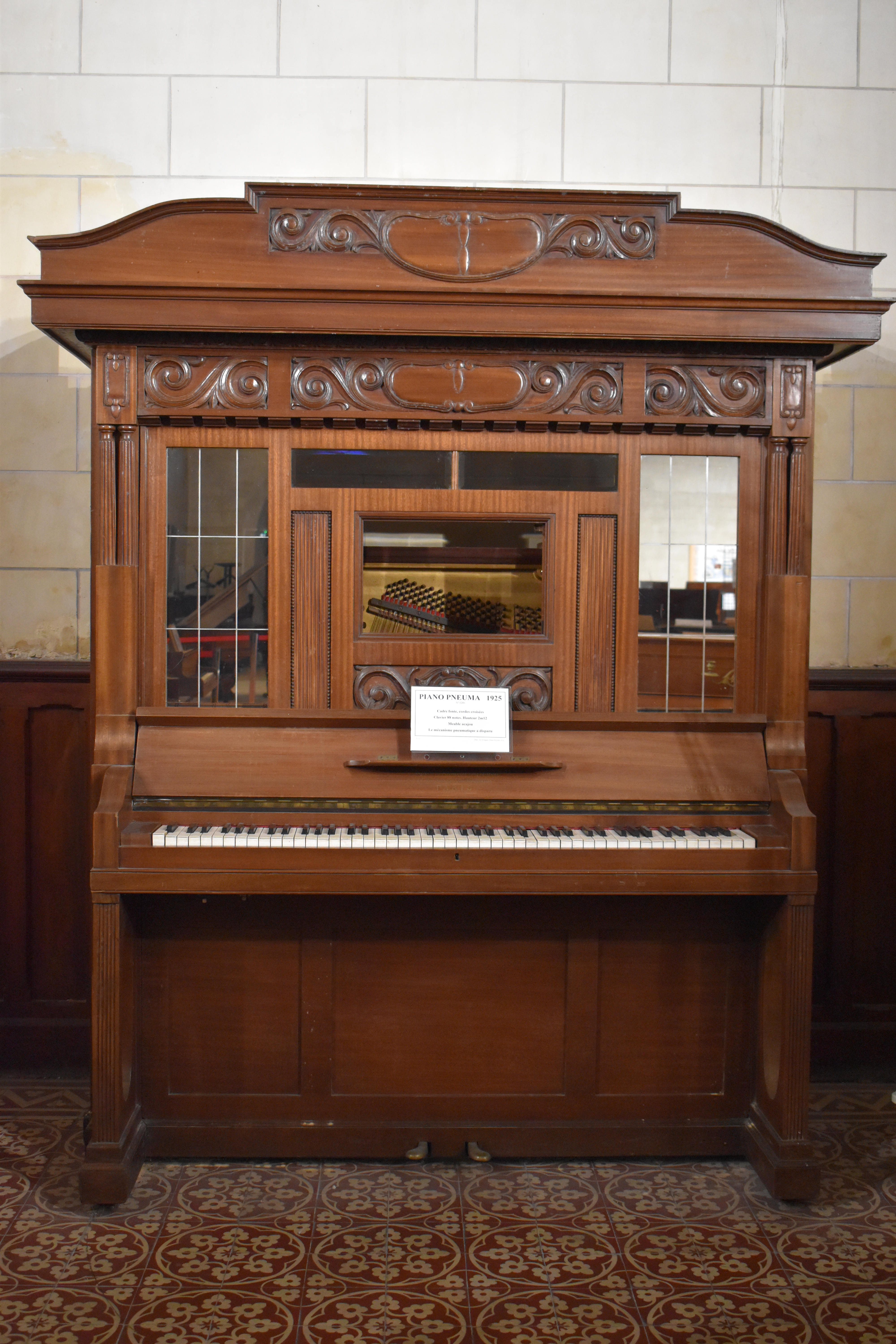
Piano Pneuma, 1925.
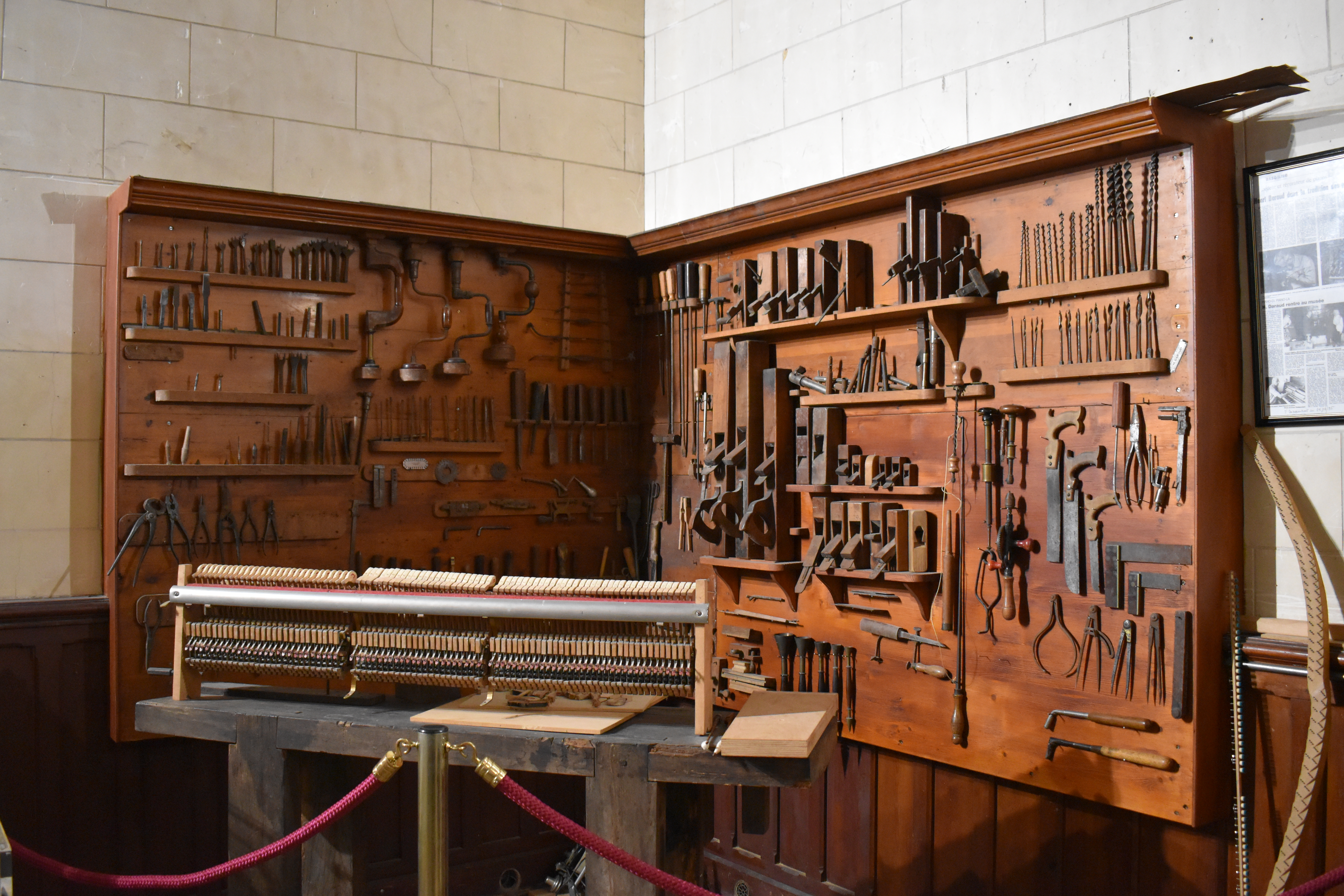
Outils pour piano.